# Ernest Burnat
Pour les articles homonymes, voir Burnat.
Ernest Burnat, né le 7 octobre 1833 à Vevey et mort le 3 décembre 1922 dans la même ville, est un architecte établi à Vevey, dans le canton de Vaud, en Suisse.